# Ацаркин, Вадим Александрович
Вадим Александрович Ацаркин (р. 13 июня 1936, Москва) — российский физик.

## Биография
Родился 13 июня 1936 года в Москве.
Окончил с отличием физический факультет МГУ (кафедра физики полупроводников) в 1959 г. Заведующий лабораторией в Институте радиотехники и электроники им. В. А. Котельникова РАН. Исследования в области магнитного резонанса, релаксации, спиновой термодинамики и динамической поляризации ядер в конденсированных средах, высокотемпературной сверхпроводимости, квантовой электроники. В течение многих лет возглавляет Московский городской научный семинар по проблемам магнитного резонанса.

## Основные работы
- В. А. Ацаркин, Спиновая температура// Физическая энциклопедия, т.3, с.633
- В. А. Ацаркин, Динамическая поляризация ядер в твердых диэлектриках, М., Наука, 1980, 196 с.
- В. А. Ацаркин, М. И. Родак. Температура спин-спиновых взаимодействий в электронном парамагнитном резонансе, УФН 107(5), 3 (1972).
- В. А. Ацаркин, «Низкочастотная парамагнитная восприимчивость в условиях сдвига спин-спиновой температуры», ЖЭТФ 64(3), 1087 (1973).
- В. А. Ацаркин, А. Е. Мефед, «Непосредственное наблюдение ядерного магнитного резонанса во вращающейся системе координат», ЖЭТФ 74(2), 720 (1978).
- В. А. Ацаркин, Г. А. Васнева, В. В. Демидов, «Спиновые пакеты и спектральная диффузия в магниторазбавленной системе с дипольным взаимодействием», ЖЭТФ 91(4), 1523 (1986).
- V. A. Atsarkin, V. V. Demidov, O. A. Ryabushkin, G. A. Vasneva: «Low-frequency detected EPR: principles and applications», Appl. Magn. Reson. 7, 195 (1994).
- V. A. Atsarkin, V. V. Demidov, G. A. Vasneva: «Metal-insulator transition in RbC60 polymer fulleride studied by ESR and electron spin relaxation», Phys. Rev. B 56, 9448 (1997).
- V. A. Atsarkin, V. V. Demidov, G. A. Vasneva, T. Feher, A. Janossy, B. Dabrowski: «Electron spin-lattice relaxation rate in Y(Gd)Ba2Cu4O8 : Evidence for d-wave pairing in high-Tc materials», Phys. Rev. B 61, R14944 (2000).
- V. A. Atsarkin, V. V. Demidov, G. A. Vasneva, K. Conder: «Critical slowing down of longitudinal spin relaxation in La1-xCaxMnO3», Phys. Rev. B 63, 092405 (2001).
- N. Noginova, R. Bah, D. Bitok, V. A. Atsarkin, V. V. Demidov, S. V. Gudenko, «Effect of diamagnetic dilution and non-stoichiometry on ESR spectra in manganites», J. Phys.: Condens. Matter 17, 1259 (2005)
- N. Noginova, F. Chen, T. Weaver, E. P. Giannelis, A. B. Bourlinos, V. A. Atsarkin, «Magnetic resonance in nanoparticles: between ferro- and paramagnetism», J. Phys.: Condens. Matter 19, 246208 (2007).
- N. Noginova, T. Weaver, E. P. Giannelis, A. B. Bourlinos, V. A. Atsarkin, V. V. Demidov, «Observation of multiple quantum transitions in magnetic nanoparticles», Phys. Rev. B 77, 014403 (2008).
- V. A. Atsarkin, V. V. Demidov, L. V. Levkin, A. M. Petrzhik, «Effect of resonance microwave irradiation on mahganite film conductivity around the ferromagnetic transition», Phys. Rev. B 82, 144414 (2010).